# Свищенко Яків Харитонович
Яків Харитонович Свищенко (Свіщенко) (1904, містечко Гостомель, тепер смт. Бучанського району Київської області — липень 1941) — радянський діяч, секретар Тарнопільського обласного комітету КП(б)У, 1-й секретар Жашківського районного комітету КП(б) Київської області, 1-й секретар Тарнопільського повітового комітету КП(б)У. Депутат Тарнопільської міської ради депутатів трудящих 1-го скликання.

## Біографія
Член ВКП(б).
Перебував на відповідальній радянській та партійній роботі. 
На 1938—1939 роки — 1-й секретар Жашківського районного комітету КП(б) Київської області.
З грудня 1939 до лютого 1940 року — 1-й секретар Тарнопільського повітового комітету КП(б)У.
У 1940 — травні 1941 року — завідувач промислового відділу Тарнопільського обласного комітету КП(б)У.
14 травня — липень 1941 року — секретар Тарнопільського обласного комітету КП(б)У із промисловості.
З червня 1941 року — в Червоній армії, учасник німецько-радянської війни. Служив в.о. військового комісара 136-го стрілецького полку 97-ї стрілецької дивізії. У липні 1941 року пропав безвісти (загинув).

## Звання
- батальйонний комісар

## Нагороди та відзнаки
- орден Трудового Червоного Прапора (7.02.1939)